# Butanoat de butil
El butanoat de butil (abans anomenat també butirat de butil) és un compost orgànic que és un èster format per la condensació de l'àcid butanoic i del butan-1-ol. És un líquid incolor insoluble en aigua però miscible amb etanol i dietilèter.

## Aroma
Com d'altres èsters volàtils, el butanoat de butil té una aroma plaent. Es fa servir industrialment per a crear olors dolços i afruitats similars a la pinya tropical. Apareix de manera natural en moltes fruites com la poma, el plàtan, la pera, la pruna o la maduixa.

## Seguretat
Contamina el mar. Irrita lleugerament els ulls i la pell.